# Camille Hyde
Pour les articles homonymes, voir Hyde.
Camille Hyde, née le 11 novembre 1993 à Washington, est une actrice américaine. 
Elle est connue pour ses rôles de Shelby Watkins dans Power Rangers : Dino Charge (2015), Gabi Granger dans  American Vandal (2017) et de Debra DeMarco dans Mr. Student Body President (2017).

## Biographie
Le 26 février 2019, elle signe avec Lucien Laviscount, pour interpréter les jumeaux Cabot issus des comics Josie et les Pussycats dans série télévisée américaine, Katy Keene, développée par Roberto Aguirre-Sacasa. 
La série est basée sur les personnages de l'éditeur Archie Comics, principalement sur ceux des publications centrées sur Katy Keene et Josie et les Pussycats. Elle se déroule dans le même univers que la série télévisée Riverdale dans laquelle le personnage de Josie McCoy a été introduit. 
Le 7 mai 2019, la The CW annonce la commande d'une première saison pour la série. Quelques jours plus tard, lors de sa conférence annuelle, il est dévoilé qu'elle sera lancée pour la mi-saison, soit au début de l'année 2020.

## Filmographie
- 2016 : Les Thunderman : Roxy
- 2016 : Les Bio-Teens : Forces spéciales : Naomi Davenport (épisode 15)
- 2015-2016 : Power Rangers : Dino Charge : Shelby Watkins / Pink Dino Charge Ranger
- 2017 : 2 Broke Girls : Bunny
- 2017 : The Night Shift : Tina Mills
- 2017 : American Vandal [7]: Gabi Granger
- 2017 : Versus : Madison
- 2017-2018 : Mr. Student Body President : Debra DeMarco
- 2018 : Suits, avocats sur mesure :  Jessica Pearson (jeune)
- 2018 : All About The Washingtons : Lena
- 2018 : Good Doctors : Asha / Mara
- 2018 : Heathers : Rebecca
- 2019 : The Wedding Year : Nicole
- 2020 : Katy Keene : Alexandra Cabot
- 2021 : Riverdale : Alexandra Cabot